# Puerto Viejo Fútbol Club
{{Ficha de equipo de fútbol
|Nombre           = Puerto Viejo F. C.
|Imagen principal = 
|Nombre Completo  = Puerto Viejo Fútbol Club
|Apodo(s)         = 
|Fundación        = 1 de diciembre de 2023 (1 años)
|Desaparición     = 
|Propietario      =  Ben Abdelkader
|Director deportivo =  Mayela Hernández
|Presidente       =  Kimberly Lindo Bent
|Entrenador       = 
El Puerto Viejo Fútbol Club es un equipo de fútbol femenino que juega en la Primera División Femenina de Costa Rica, ubicado en Puerto Viejo, Limón.

## Historia
El 18 de diciembre de 2023, el Puerto Viejo Fútbol Club adquirió la franquicia del Club Sport Herediano, logrando obtener la plaza en la Primera División de Costa Rica.

## Datos del club

### Primera División
- Primer partido:
- Primera victoria:
- Primera victoria como local:
- Primera victoria como visitante:
- Primera derrota:
- Primera derrota como local:
- Primera derrota como visitante:
- Primer gol:
- Mayor goleada a favor:

## Entrenadores
| - Carlos Avedissian (2023-presente) |